# Métropole orthodoxe autonome d'Amérique du Nord et du Sud et des îles britanniques
La Métropole autonome des Amériques et des îles britanniques est une Église vraie-chrétienne orthodoxe (en).

## Organisation

### Synode
- Métropolite d'Amérique du Sud et du Nord, Jean
- Archevêque d'Austin, Hilarion
- Évêque de Lincoln, Fanourios
- Évêque de Miami et Cuba, Christodoulos  (consécration en février 2012 [1])